# 前田利春
前田利春（生年不詳－1560年8月4日）是日本戰國時代武將。尾張國荒子城城主。別名利昌。通稱藏人、縫殿助。父親是前田利隆（有異說）。正室是竹野氏的長齢院。兒子有前田利久、前田利玄、前田安勝、前田利家、佐脇良之、前田秀繼。女兒是寺西九兵衛正室。

## 簡歷
在尾張國作為林秀貞的與力仕於織田氏，受領2千貫知行擔任尾張荒子城（名古屋市中川區）城主。
在永祿3年（1560年）桶狹間之戰後死去。戒名是道機庵休岳居士。家督由嫡男利久繼承。墓所在石川縣七尾市長齢寺，寺中藏有利春的肖像畫。